# Angers Sporting Club de l'Ouest 2022-2023
Questa voce raccoglie le informazioni riguardanti l'Angers Sporting Club de l'Ouest nelle competizioni ufficiali della stagione 2022-2023.

## Maglie e sponsor
Lo sponsor tecnico per la stagione 2022-2023 è Kappa.
| Casa | Trasferta |

## Rosa
Aggiornato al 22 aprile 2023. 
 In corsivo i calciatori ceduti durante la stagione. 
| N. |                                 | Ruolo | Calciatore                        |
| -- | ------------------------------- | ----- | --------------------------------- |
| 1  | Francia (bandiera)              | P     | Paul Bernardoni                   |
| 2  | Francia (bandiera)              | C     | Batista Mendy                     |
| 3  | Costa d'Avorio (bandiera)       | D     | Souleyman Doumbia (vice capitano) |
| 4  | Bosnia ed Erzegovina (bandiera) | D     | Halid Šabanović                   |
| 5  | Slovenia (bandiera)             | D     | Miha Blažič                       |
| 6  | Algeria (bandiera)              | C     | Nabil Bentaleb (capitano)         |
| 7  | Marocco (bandiera)              | C     | Sofiane Boufal                    |
| 7  | Senegal (bandiera)              | A     | Ibrahima Niane                    |
| 8  | Marocco (bandiera)              | C     | Azzedine Ounahi                   |
| 8  | Algeria (bandiera)              | D     | Faouzi Ghoulam                    |
| 9  | Francia (bandiera)              | A     | Loïs Diony                        |
| 10 | Francia (bandiera)              | C     | Himad Abdelli                     |
| 11 | Francia (bandiera)              | A     | Amine Salama                      |
| 12 | Francia (bandiera)              | C     | Zinédine Ould Khaled              |
| 14 | Francia (bandiera)              | C     | Yassin Belkhdim                   |
| 15 | Francia (bandiera)              | C     | Pierrick Capelle                  |
| 16 | Francia (bandiera)              | P     | Melvin Zinga                      |
| 17 | Francia (bandiera)              | C     | Ibrahim Amadou                    |
| 18 | Francia (bandiera)              | C     | Jason Mbock                       |

| N. |                           | Ruolo | Calciatore          |
| -- | ------------------------- | ----- | ------------------- |
| 19 | Senegal (bandiera)        | C     | Abdallah Sima       |
| 20 | Gabon (bandiera)          | C     | Ulrick Eneme Ella   |
| 21 | Francia (bandiera)        | C     | Antonin Bobichon    |
| 22 | Benin (bandiera)          | D     | Cédric Hountondji   |
| 23 | Francia (bandiera)        | A     | Adrien Hunou        |
| 24 | Francia (bandiera)        | C     | Jean-Mattéo Bahoya  |
| 25 | Costa d'Avorio (bandiera) | D     | Abdoulaye Bamba     |
| 26 | Francia (bandiera)        | C     | Waniss Taïbi        |
| 27 | Francia (bandiera)        | D     | Ali Kalla           |
| 28 | Algeria (bandiera)        | A     | Farid El Melali     |
| 29 | Francia (bandiera)        | D     | Ousmane Camara      |
| 30 | Francia (bandiera)        | P     | Yahia Fofana        |
| 31 | Algeria (bandiera)        | D     | Ilyes Chetti        |
| 33 | Francia (bandiera)        | D     | Justin-Noël Kalumba |
| 37 | Francia (bandiera)        | D     | Lilian Rao-Lisoa    |
| 40 | Francia (bandiera)        | P     | Théo Borne          |
| 44 | Croazia (bandiera)        | D     | Marin Jakoliš       |
| 92 | Senegal (bandiera)        | A     | Sada Thioub         |
| 94 | Francia (bandiera)        | D     | Yan Valery          |

## Calciomercato

### Sessione estiva
| Acquisti         | Acquisti          | Acquisti      | Acquisti                   |
| R.               | Nome              | da            | Modalità                   |
| ---------------- | ----------------- | ------------- | -------------------------- |
| D                | Ousmane Camara    | Paris FC      | definitivo (2,2 milioni €) |
| D                | Cédric Hountondji | Clermont Foot | definitivo (2 milioni €)   |
| A                | Adrien Hunou      | Levante       | definitivo (1,5 milioni €) |
| D                | Halid Šabanović   | Sarajevo      | definitivo (300 mila €)    |
| D                | Miha Blažič       | Ferencváros   | gratuito                   |
| C                | Ibrahim Amadou    | Metz          | gratuito                   |
| P                | Yahia Fofana      | Le Havre      | gratuito                   |
| C                | Himad Abdelli     | Le Havre      | gratuito                   |
| C                | Ilyes Chetti      | Espérance     | gratuito                   |
| A                | Amine Salama      | Dunkerque     | gratuito                   |
| A                | Ulrick Eneme-Ella | Brighton      | gratuito                   |
| D                | Yan Valery        | Southampton   | ?                          |
| A                | Abdallah Sima     | Brighton      | gratuito                   |
| Altre operazioni |                   |               |                            |
| R.               | Nome              | da            | Modalità                   |
| P                | Paul Bernardoni   | Saint-Étienne | fine prestito              |
| A                | Sada Thioub       | Saint-Étienne | fine prestito              |
| C                | Antonin Bobichon  | Nancy         | fine prestito              |
| A                | Farid El Melali   | Pau           | fine prestito              |
| A                | Loïs Diony        | Stella Rossa  | fine prestito              |

| Cessioni | Cessioni             | Cessioni      | Cessioni                  |
| R.       | Nome                 | a             | Modalità                  |
| -------- | -------------------- | ------------- | ------------------------- |
| A        | Momo Cho             | Real Sociedad | definitivo (11 milioni €) |
| A        | Angelo Fulgini       | Magonza       | definitivo (6 milioni €)  |
| D        | Enzo Ebosse          | Udinese       | definitivo (4 milione €)  |
| C        | Jimmy Cabot          | Lens          | definitivo (2 milioni €)  |
| A        | Stéphane Bahoken     | Kasımpaşa     | gratuito                  |
| C        | Mathias Pereira Lage | Brest         | gratuito                  |
| A        | Casimir Ninga        | Anorthōsis    | gratuito                  |
| D        | Romain Thomas        | Caen          | gratuito                  |
| P        | Anthony Mandréa      | Caen          | gratuito                  |
| D        | Vincent Manceau      | Guingamp      | gratuito                  |
| D        | Thomas Mangani       | Ajaccio       | gratuito                  |
| D        | Ismaël Traoré        | Metz          | gratuito                  |
| D        | Danijel Petkovic     | }             | svincolato                |

#### Sessione invernale
| Acquisti | Acquisti       | Acquisti | Acquisti   |
| R.       | Nome           | da       | Modalità   |
| -------- | -------------- | -------- | ---------- |
| A        | Ibrahima Niane | Metz     | prestito   |
| D        | Faouzi Ghoulam |          | Svincolato |

| Cessioni | Cessioni         | Cessioni            | Cessioni                 |
| R.       | Nome             | a                   | Modalità                 |
| -------- | ---------------- | ------------------- | ------------------------ |
| C        | Azzedine Ounahi  | Olympique Marsiglia | definitivo (8 milioni €) |
| A        | Sofiane Boufal   | Al-Rayyan           | definitivo (3 milioni €) |
| C        | Ibrahim Amadou   | Shanghai Shenhua    | gratuito                 |
| D        | Antonin Bobichon | Laval               | gratuito                 |
| C        | Marin Jakoliš    | AEK Larnaca         | gratuito                 |

## Risultati

### Ligue 1

#### Girone di andata
| Angers 7 agosto 2022, ore 15:00 CEST 1ª giornata | Angers  | 0 – 0 referto | Nantes | Stade Raymond Kopa (12 000 spett.)\| Arbitro: \| El Hadj \| |
| Arbitro:                                         | El Hadj |               |        |                                                             |

| Arbitro: | Buquet |

|                                   |           |                      |
| Jeanvier 4’ Hountondji 10’ (aut.) | Marcatori | 22’ Diony 77’ Salama |

| Arbitro: | Brisard |

|            |           |                              |
| Boufal 70’ | Marcatori | 10’, 38’ Le Douaron 65’ Dari |

| Arbitro: | Frappart |

|                                     |           |           |
| Ripart 11’ M. Baldé 60’ Odobert 81’ | Marcatori | 66’ Diony |

| Arbitro: | Pignard |

|                             |           |                                                    |
| Boufal 59’ (rig.) Hunou 67’ | Marcatori | 23’ Munetsi 45+1’ Itō 70’ (rig.) Balogun 90’ Flips |

| Arbitro: | Léonard |

|                                                         |           |  |
| Toko Ekambi 31’, 59’ Lacazette 38’ Tetê 81’ Dembélé 88’ | Marcatori |  |

| Arbitro: | Letexier |

|                             |           |           |
| Hunou 10’ Boufal 69’ (rig.) | Marcatori | 7’ Nordin |

| Arbitro: | Dechepy |

|  |           |              |
|  | Marcatori | 43’ Bentaleb |

| Arbitro: | Hamel |

|  |           |                                  |
|  | Marcatori | 35’ Clauss 50’ Suárez 59’ Gerson |

| Arbitro: | Turpin |

|                      |           |                                            |
| Hunou 11’ Blažič 87’ | Marcatori | 7’ Gameiro 33’ (aut.) Blažič 58’ H. Diallo |

| Arbitro: | Bastien |

|                                                       |           |                           |
| Dejaegere 10’ Van Den Boomen 40’ (rig.) Spierings 67’ | Marcatori | 33’ Bentaleb 90+3’ Salama |

| Arbitro: | Gaillouste |

|            |           |                                  |
| Salama 53’ | Marcatori | 43’ Gouiri 90+3’ (rig.) L. Majer |

| Arbitro: | Frappart |

|                        |           |  |
| Embolo 54’ Golovin 70’ | Marcatori |  |

| Arbitro: | Léonard |

|            |           |                     |
| Blažič 87’ | Marcatori | 21’ Saïd 51’ Medina |

| Arbitro: | Nogueira |

|           |           |  |
| Djaló 36’ | Marcatori |  |

| Arbitro: | Stinat |

|                    |           |  |
| Belaïli 40’ (rig.) | Marcatori |  |

| Arbitro: | Batta |

|          |           |                            |
| Sima 10’ | Marcatori | 79’ (aut.) Sima 88’ Le Fée |

| Arbitro: | Wattellier |

|                      |           |  |
| Ekitike 5’ Messi 72’ | Marcatori |  |

| Arbitro: | Batta |

|            |           |                        |
| Boufal 80’ | Marcatori | 40’ Rashani 47’ Borges |

#### Girone di ritorno
| Arbitro: | Bollengier |

|                                                      |           |  |
| Le Douaron 14’ Mounié 34’ Honorat 59’ Lees-Melou 84’ | Marcatori |  |

| Arbitro: | Dechepy |

|          |           |                              |
| Sima 13’ | Marcatori | 65’ Soumano 90+4’ El Idrissy |

| Lorient 5 febbraio 2023, ore 15:00 CET 22ª giornata | Lorient | 0 – 0 referto | Angers | Stade du Moustoir (12 705 spett.)\| Arbitro: \| Delajod \| |
| Arbitro:                                            | Delajod |               |        |                                                            |

| Arbitro: | Léonard |

|                     |           |            |
| Raveloson 2’ (aut.) | Marcatori | 22’ Abline |

| Arbitro: | Letexier |

|                    |           |              |
| H. Diallo 14’, 42’ | Marcatori | 73’ Bentaleb |

| Arbitro: | Batta |

|          |           |                                           |
| Sima 87’ | Marcatori | 38’ Thiago Mendes 80’ A. Sarr 90’ Barcola |

| Arbitro: | Millot |

|                                                            |           |  |
| Khazri 2’ Savanier 25’ (rig.), 51’ Maouassa 45+3’ Wahi 73’ | Marcatori |  |

| Arbitro: | Gaillouste |

|  |           |                         |
|  | Marcatori | 37’ Desler 46’ Dallinga |

| Arbitro: | Dechepy |

|                               |           |  |
| S. Fofana 26’ Openda 30’, 46’ | Marcatori |  |

| Arbitro: | Wattellier |

|           |           |          |
| Niane 15’ | Marcatori | 4’ Moffi |

| Arbitro: | Vernice |

|               |           |          |
| Šabanović 85’ | Marcatori | 4’ Moffi |

| Arbitro: | Léonard |

|                                 |           |           |
| Kyei 33’ (rig.) Cham 39’ (rig.) | Marcatori | 28’ Hunou |

| Arbitro: | Wattelier |

|            |           |                |
| Thioub 86’ | Marcatori | 8’, 25’ Mbappé |

| Arbitro: | Batta |

|                                                |           |                               |
| Gouiri 25’ Hountondji 35’ (aut.) Doku 54’, 84’ | Marcatori | 19’ (rig.) Bentaleb 42’ Niane |

| Arbitro: | Stinat (Maine) |

|          |           |                       |
| Sima 63’ | Marcatori | 44’ Golovin 59’ Boadu |

| Arbitro: | Millot |

|                                           |           |          |
| Sánchez 34’ Payet 48’ Veretout 77’ (rig.) | Marcatori | 28’ Sima |

| Arbitro: | Batta |

|                    |           |                           |
| Itō 7’ Balogun 54’ | Marcatori | 46’ Šabanović 60’ Abdelli |

| Arbitro: | Abed |

|                           |           |                |
| Abdelli 38’ Rao-Lisoa 90’ | Marcatori | 13’ Chavalerin |

| Arbitro: | Turpin |

|            |           |  |
| Ganago 16’ | Marcatori |  |

### Coppa di Francia
| Arbitro: | Delajod |

|                                                         |                      |                                                 |
| H. Diallo Mothiba Thomasson Bellegarde H. Diarra Nyamsi | Tiri di rigore 4 – 5 | Abdelli Sima B. Mendy Salama Bentaleb O. Camara |

| Arbitro: | Pignard |

|  |           |            |
|  | Marcatori | 16’ Blažič |

| Arbitro: | Bastien |

|                             |                      |                                   |
| Sima 6’                     | Marcatori            | 87’ Mollet                        |
| Salama Ghoulam Hunou Thioub | Tiri di rigore 2 – 4 | Delort Mohamed Mollet João Victor |